# Monte Turato
Il Monte Turato è un rilievo dell'isola d'Elba.

## Descrizione
Situato nel settore sud-occidentale dell'isola, raggiunge un'altezza di 165 metri sul livello del mare.
Il toponimo, attestato nel 1885, deriva dall'aggettivo turato, ossia «chiuso».